# インドの企業一覧
インドの企業の一覧

## 複合企業体
- HCL Technologies
- エッサール・グループ
- タタ・グループ
- アディティア・ビルラ・グループ
- マヒンドラ・グループ
- リライアンス・インダストリーズ
- ラーセン&トゥブロ

## 電機
- Videocon
- バーラト重電機

## 機械
- マルチ・スズキ・インディア
- マヒンドラ
- ヒンドゥスタン・モーターズ
- タタ・モーターズ
- ヒーロー・モトコープ
- バジャージ・オート
- LML
- ロイヤルエンフィールド

## 通信
- バールティー・エアテル

## 運輸
- インド南部鉄道

## 金融
- インドステイト銀行
- ICICI銀行
- HDFC銀行

## 建設
- アービンドコンストラクション

## 資源
- IndianOil (石油・ガス)
- OIL (石油・ガス)
- ONGC (石油・ガス)
- ヒンダルコ・インダストリーズ (アルミ)

## 化学
- グラシム・インダストリーズ
- ACC (企業)

## 医療・製薬
- サンファーマ

## 電力・ガス
- NTPC

## ソフトウエア & IT
- エイチシーエル・ジャパン
- ウィプロ
- インフォシス リミテッド
- タタ・コンサルタンシー・サービシズ
- K7Computing
- Genpact
- アイゲートグローバルソリューションズリミテッド

## 航空会社
- エア・インディア

## マスコミ
- ヒンドゥスタン・タイムズ (Hindustan Times)